# Carmen Alcoverro y López
Carmen Alcoverro y López (Madrid, 1872 - ¿?) fue una escultora española de finales del siglo XIX y principios del XX. Participó en 1910 en la fundación de la Asociación Española de Pintores y Escultores (AEPE).  

## Trayectoria
Carmen Alcoverro y López nació en Madrid en el año 1872. Hija del escultor catalán José Alcoverro y Amorós, y hermana del pintor Federico Alcoverro y del escultor José María Alcoverro. Rodeada por una gran familia de artistas y escultores, siguió los pasos de sus hermanos y de su padre, el cual recibió una medalla de tercera clase en la Exposición Nacional por su obra Ismael desmayado en el desierto de Besabet, obra que sería adquirida por el gobierno y donada a la Academia de San Carlos de Valencia;.
Alumna de su padre, fue reconocida con mención honorífica en la Exposición General de Bellas Artes de 1901 y en la de 1906 por un Relieve de santa Isabel. Participó en 1908 con una Cabeza de mujer con flores en barro cocido y en 1910 consiguió una mención honorífica con retratos en escayola.

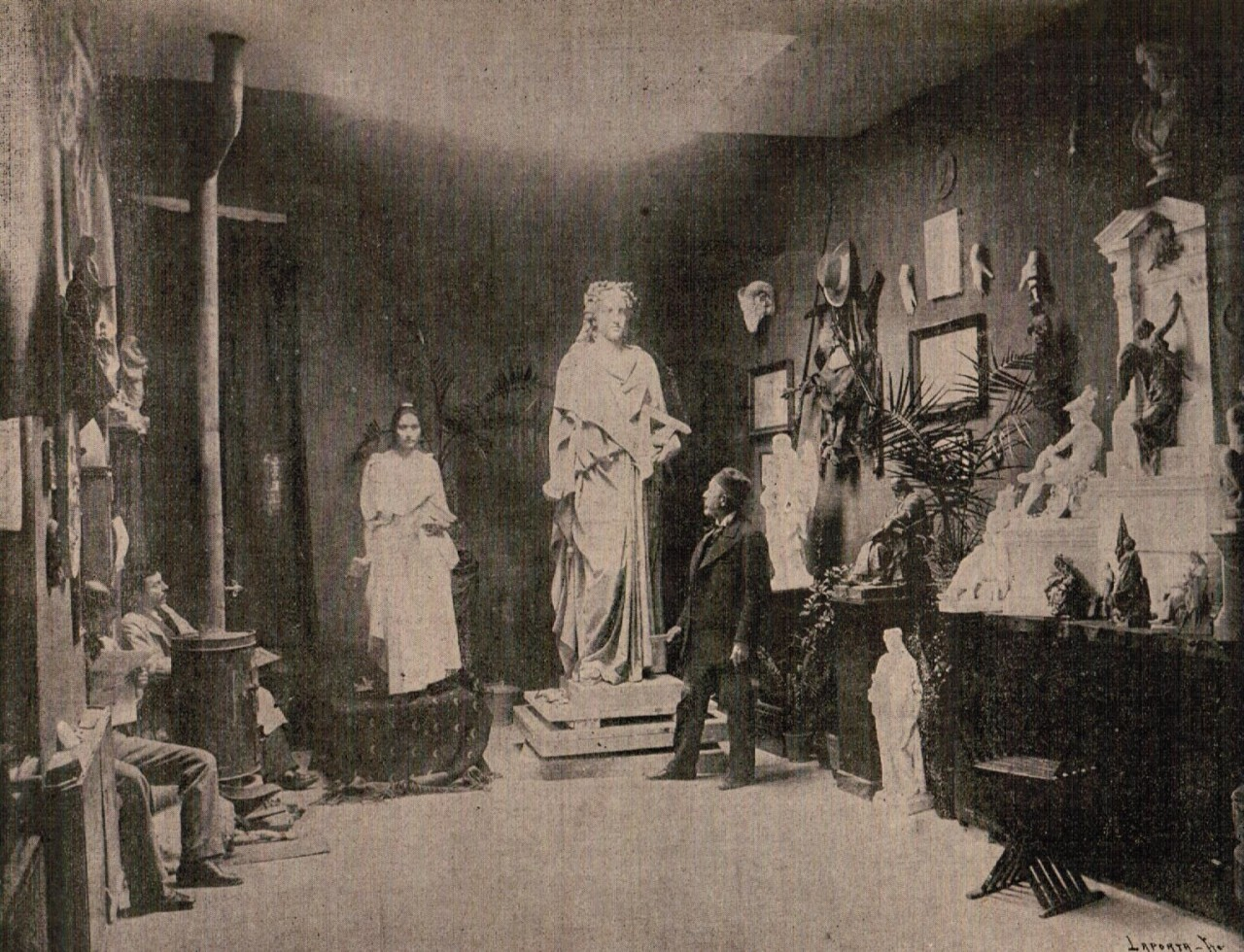
Fotografía del estudio de José Alcoverro y Amorós.

En 1910 fue junto a Luisa Botet y Mundi, Marcelina Poncela, Paz Eguía Lis y Pilar Montaner Maturana, una de las cinco mujeres que colaboraron en la fundación de la Asociación Española de Pintores y Escultores creada a principios del siglo XX con el fin de apoyar, proteger y desarrollar el arte español. Así reunidos medio centenar de ellos en la Escuela de Bellas Artes de San Fernando, fundaron dicha asociación con los principales objetivos de organizar certámenes colectivos orientados primordialmente al mejor conocimiento de los jóvenes valores, celebrar concursos, actos culturales, etc., y de modo importante, crear y fomentar entre todos los artistas asociados un beneficioso espíritu de compañerismo y profesionalidad.
Según recogía Federico Gil Asensio en la revista Por esos Mundos, el 1 de septiembre de 1910:

Cuyas meritorias facultades artísticas, consecuencia natural de su patrimonio, la impulsaron a recorrer una senda trazada prometiéndose la eficaz ayuda de un glorioso maestro: el autor de sus días. (…)
Federico Gil Asencio

En el año 1911 se casó con Alfonso de Mazas y fueron padres de Alfonso de Mazas y Alcoverro. Después de su matrimonio solo volvió a participar en una exposición más, la Nacional de Bellas Artes de 1905, con otro retrato.
Se desconoce el año de su fallecimiento.

## Obras
Algunas de sus obras escultóricas son:

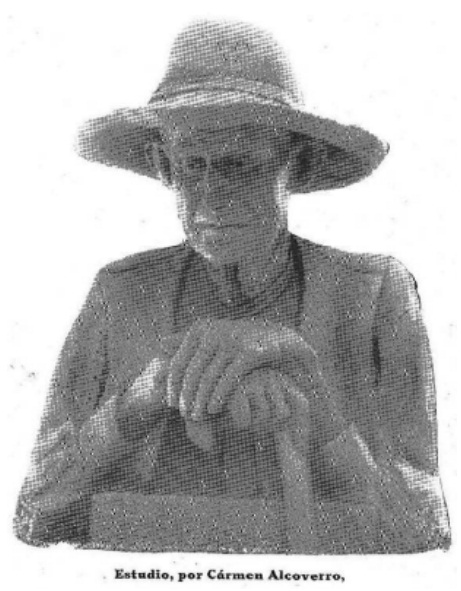
Escultura realizada por Carmen Alcoverro
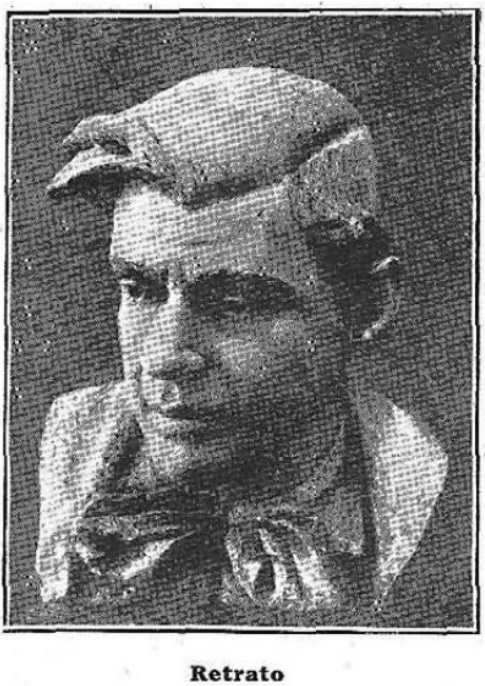
Escultura-Retrato de Carmen Alcoverro
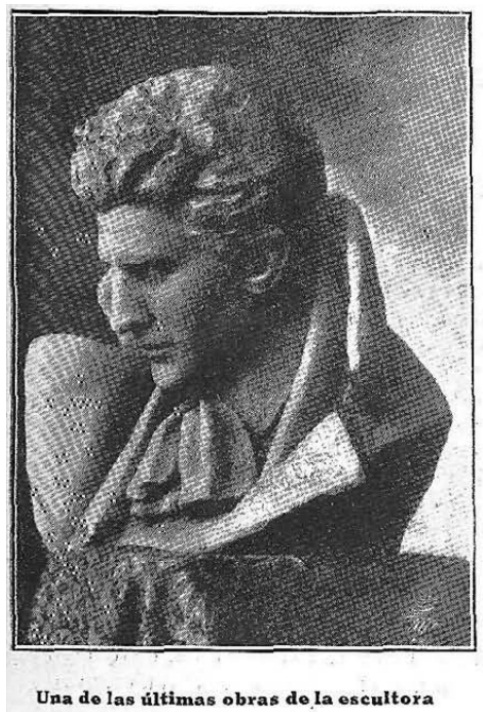
Escultura de Carmen Alcoverro